# Charlotte von Siebold
Marian Theodore Charlotte Heidenreich von Siebold (12 septembre 1788 - 8 juillet 1859) est la deuxième docteure en médecine d'Allemagne, après Dorothée Christiane Erxleben, trois générations plus tôt.

## Jeunesse et formation
Charlotte von Siebold naît le 12 septembre 1788 à Heiligenstadt. Elle est la première enfant du conseiller du gouvernement Georg Heiland et de son épouse Regina. À la mort de son époux, Regina se remarie avec Damian von Siebold, médecin de la ville de Darmstadt, officier médical de Göttingen et fils de Carl Caspar von Siebold. Damian von Siebold adopte Charlotte et sa sœur Thérèse, qui reçoivent toutes deux son nom de famille. Afin de compléter le revenu familial, Regina travaille dans le cabinet de son mari. Plus tard, elle étudie la médecine et reçoit en 1815 un doctorat honorifique en obstétrique.

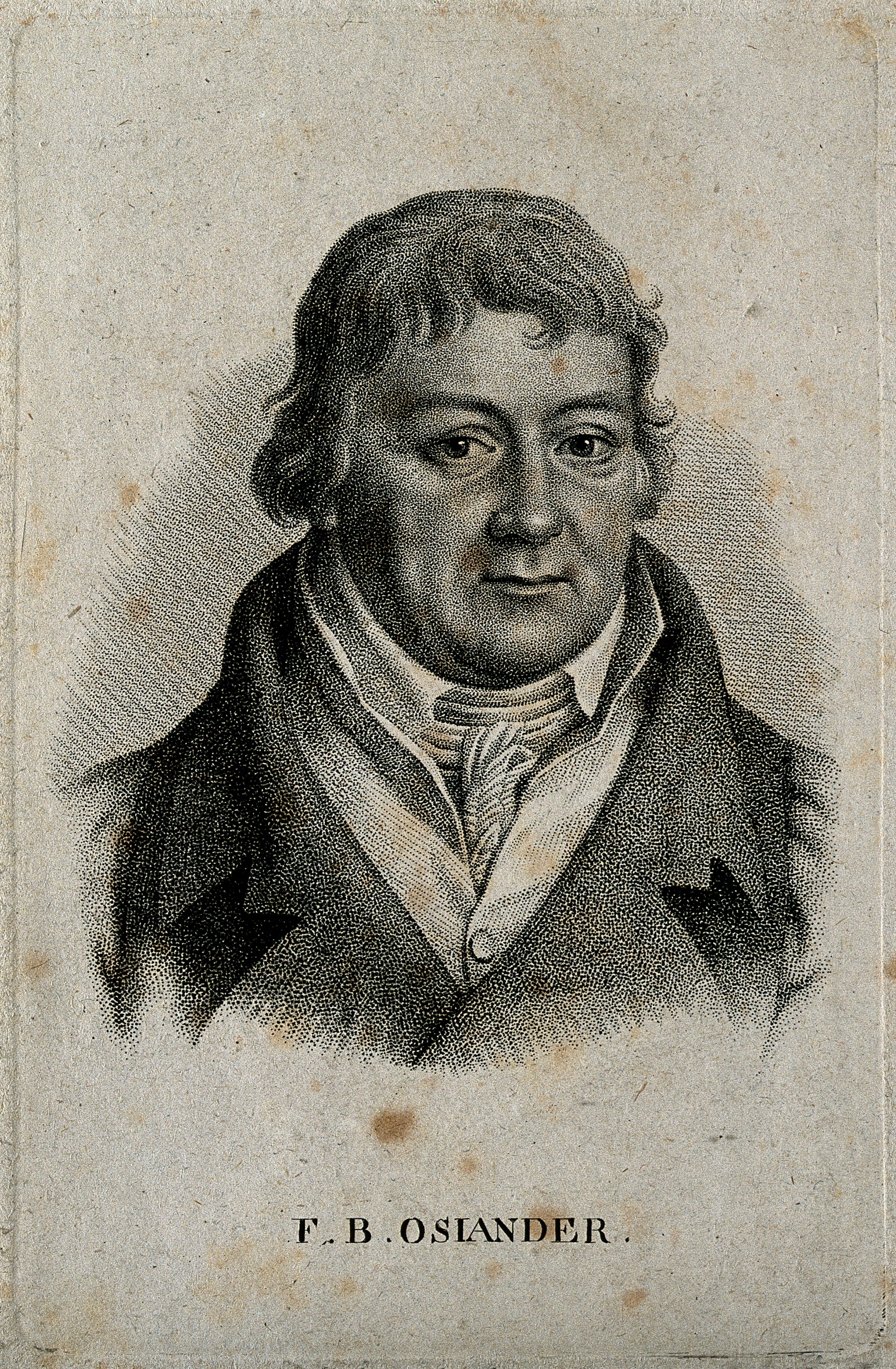
Friedrich Benjamin Osiander

Charlotte von Siebold s'intéresse très tôt à la médecine. À 17 ans, sous la direction de sa mère et de son beau-père, elle commence à mener des études anatomiques, physiologiques et obstétriques systématiques et accompagne sa mère lors de visites à domicile. Après 2 ans, elle est déjà en mesure d'assister son beau-père, qui dirige une petite maternité. À partir de 1811, elle étudie à l'Université de Göttingen et prend part à des conférences privées de Friedrich Benjamin Osiander et Konrad Johann Martin Langenbeck. Osiander ne veut pas lui enseigner au début parce qu'il est contre les femmes qui étudient. Mais il se sent obligé envers le beau-père de Charlotte et doit finalement admettre qu'elle est une « étudiante travailleuse et habile ».
En 1814, elle réussit l'examen d'obstétrique au Collège médical grand-ducal de Darmstadt et elle est autorisée à pratiquer. Le 26 mars 1817, elle obtient son doctorat à Giessen avec sa thèse Ueber die Schwangerschaft außerhalb der Gebärmutter und über Bauchhöhlenschwangerschaft insbesondere (Sur la grossesse hors de l'utérus et sur une grossesse extra-utérine en particulier). Sa thèse décrit le déroulement d'une grossesse abdominale, la tentative infructueuse de sauvetage chirurgical et le résultat de la dissection.

## Carrière
Von Siebold retourne à Darmstadt travailler dans la maternité de ses parents. En complément, elle donne des cours pour sages-femmes et collecte des fonds pour l'hôpital des citoyens de Darmstadt. Elle soigne gratuitement les femmes démunies et leur fournit de la nourriture, du linge et un abri. En 1829, elle épouse August Heidenreich, médecin militaire plus jeune de 14 ans.
Von Siebold jouit d'une excellente réputation. Elle est souvent appelée dans les maisons royales de son pays ou à l'étranger. Elle fait accoucher, par exemple, Victoire de Saxe-Cobourg-Gotha et Louise de Saxe-Gotha-Altenbourg.
Von Siebold tente d'obtenir un soutien de l'État pour les femmes sans moyens qui ont récemment accouché. Son expérience des accouchements, notamment à la campagne, la choque. Souvent, les femmes n'ont même pas de lit et le nouveau-né tombe à même la terre nue. En 1845, elle rapporte ces circonstances au Grand-Duc et suggère la création d'une maternité d'État. La même année, elle fonde un établissement d'obstétrique pour les citoyens pauvres de Darmstadt.

## Reconnaissance
Une rue de Darmstadt porte son nom. La Fondation Heidenreich-von Siebold est fondée après sa mort pour soutenir les femmes pauvres qui ont récemment accouché. La faculté de médecine de l'Université de Göttingen avait un programme Heidenreich von Siebold pour promouvoir les femmes scientifiques en 2006.
Le Prix Charlotte Heidenreich von Siebold est décerné tous les deux ans par la Fondation Entega.